# NGC 1228
NGC 1228 je galaksija u zviježđu Eridan.

## Vanjske poveznice
- SEDS: NGC 1228